# Barmalei-Brunnen

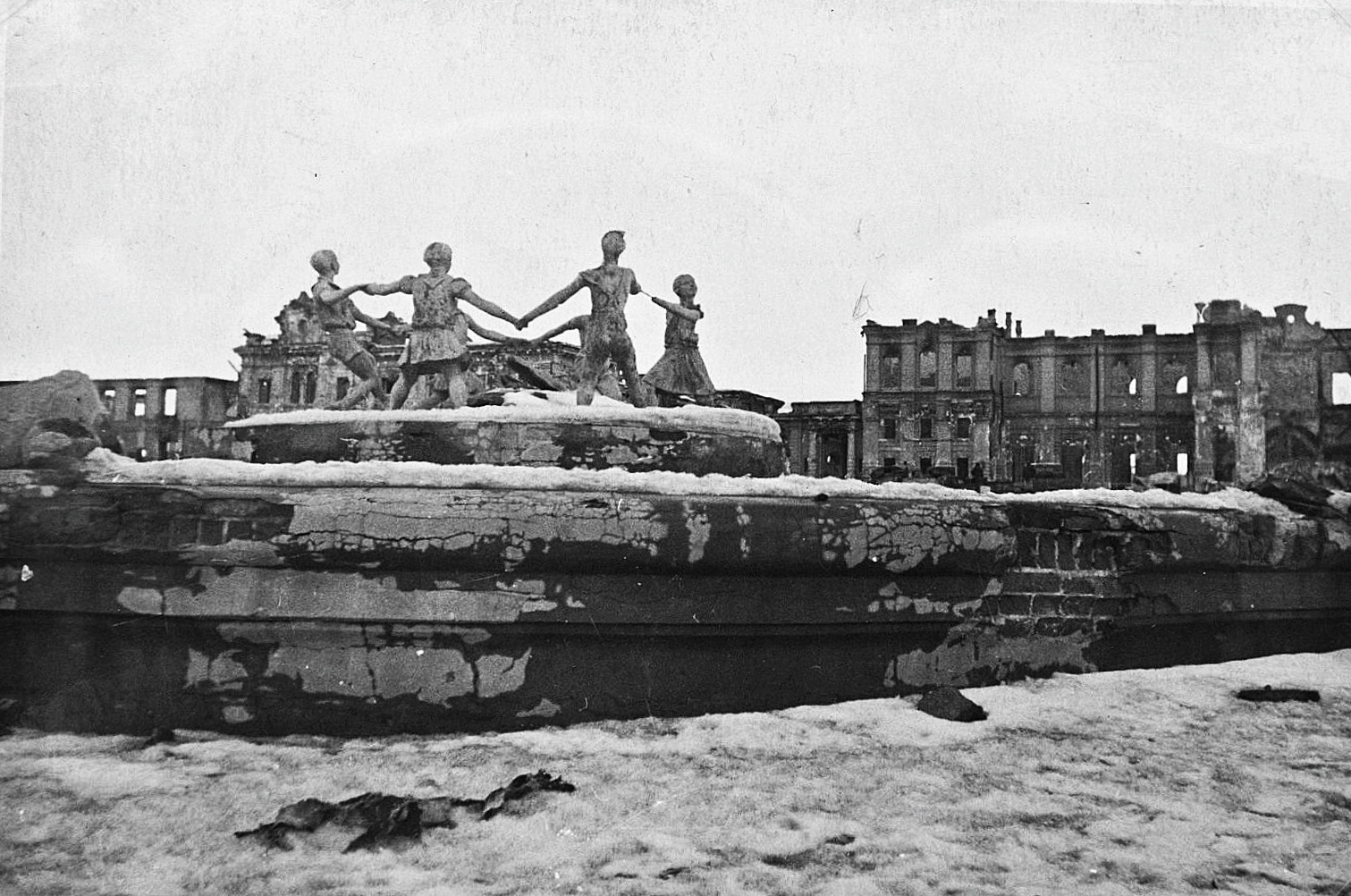
Der originale Barmalei-Brunnen im Jahr 1943 (Foto von Sergej Strunnikow)

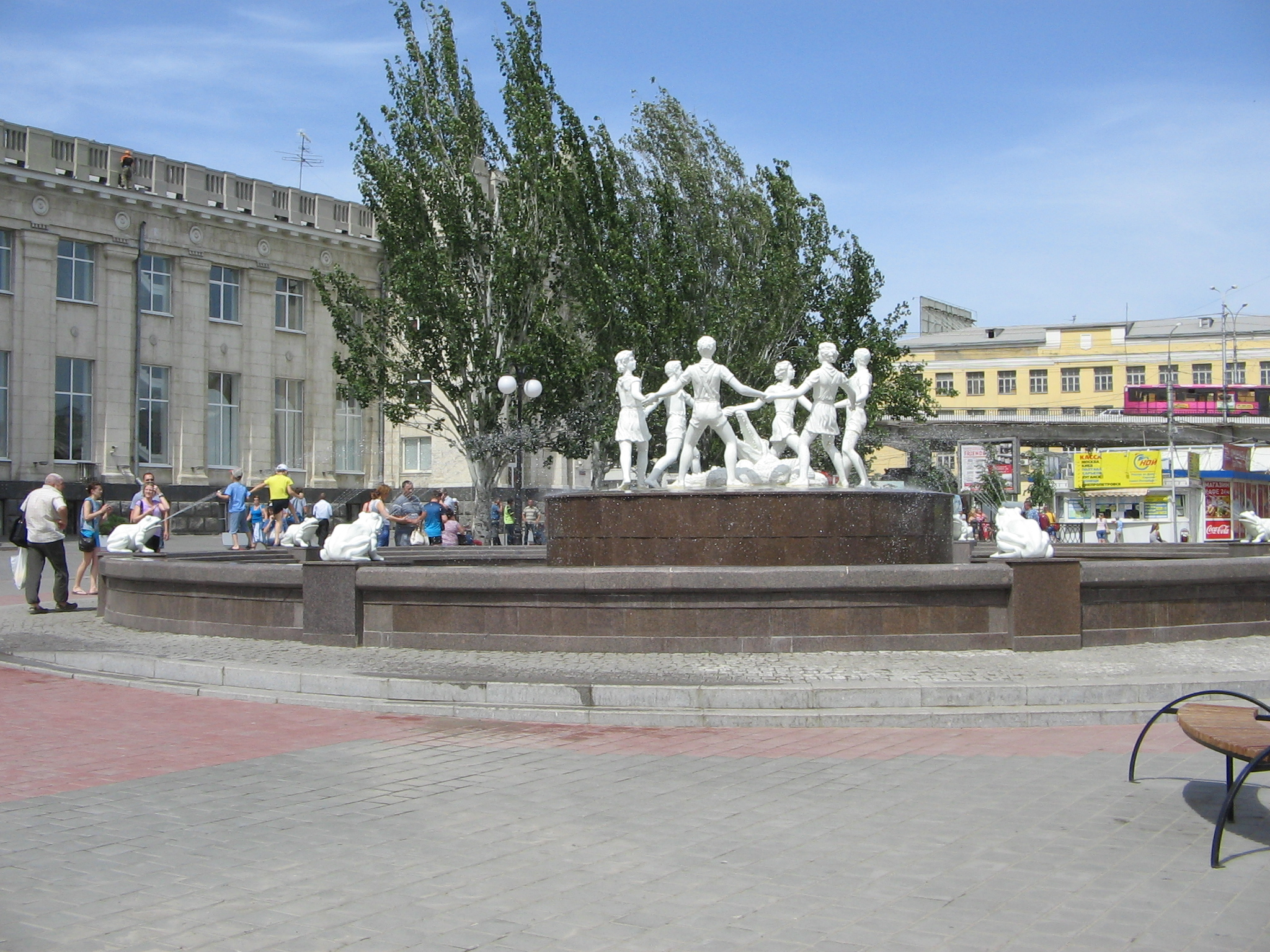
Der neue Brunnen; links das Bahnhofsgebäude

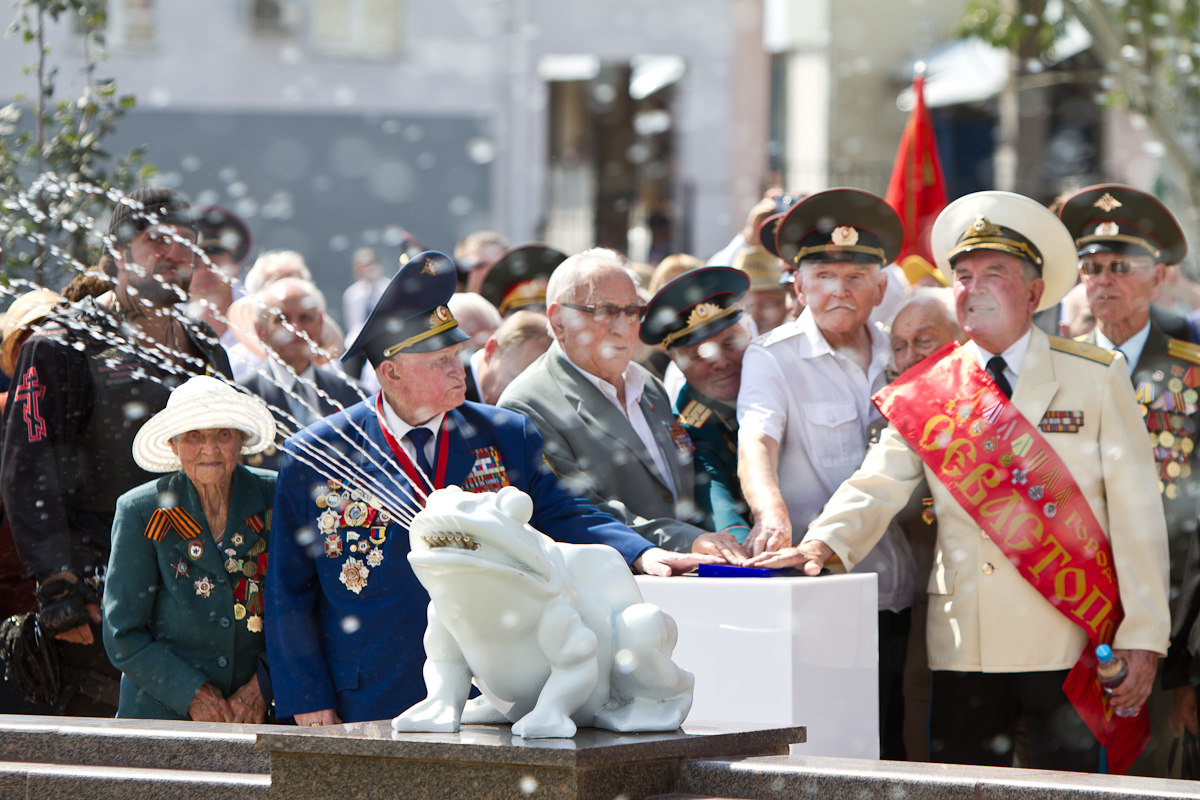
Einweihung am 23. August 2013

Barmalei-Brunnen, russisch Бармалей, ist der volkstümliche Name eines Brunnens in der russischen Stadt Wolgograd, dem früheren Stalingrad. Der offizielle Name lautet übersetzt „Reigentanz für Kinder“ – russisch Детский хоровод Detski chorowod. Der Brunnen wurde vor allem durch Fotos berühmt, die ihn in der Ruinenlandschaft während der Schlacht um Stalingrad zeigen. Er zählt neben dem Reichstagsgebäude in Berlin zu den wichtigsten markanten Orten im kollektiven Gedächtnis Russlands an den Zweiten Weltkrieg.
Der originale Brunnen wurde 1951 entfernt. In der Nähe des ursprünglichen Standortes steht seit 2013 eine Kopie.

## Name „Barmalei-Brunnen“
Der volkstümliche Name Barmalei-Brunnen geht auf ein populäres Märchen von Kornei Iwanowitsch Tschukowski aus dem Jahr 1925 zurück. In diesem Märchen rettet ein Krokodil zwei Kinder vor dem bösen Räuber Barmalei, indem es ihn verschluckt. Später wird der reumütige und geläuterte Barmalei auf Wunsch der Kinder von dem Krokodil wieder freigelassen.

## Geschichte
Die von Olga Kudrjawzewa gestaltete Figurengruppe und der Brunnen wurden in den 1930er Jahren auf dem Priwoksalnaja-Platz in der Nähe des Hauptbahnhofs von Stalingrad aufgestellt. Dieser Brunnen war jedoch kein Unikat; gleichartige Brunnen gab es unter anderem in Woronesch, Dnepropetrowsk oder Orenburg.
Am 23. August 1942, dem gleichen Tag, an dem erste deutsche Vorausabteilungen die Wolga erreichten, flog die deutsche Luftwaffe einen schweren Angriff auf Stalingrad. Unmittelbar danach fotografierte Emmanuil Jewserichin den Brunnen mit den brennenden Ruinen im Hintergrund. Durch diese und weitere, etwas später aufgenommene Bilder erlangte der Brunnen weltweite Berühmtheit, auch aufgrund des Kontrasts zwischen der Fröhlichkeit der Figurengruppe spielender Kinder auf dem Brunnenrand und der düsteren und bedrückenden Umgebung.
Während der Brunnen den Luftangriff mit nur leichten Beschädigungen überstand, wurde er bei den folgenden Kämpfen deutlich schwerer beschädigt – so wurde unter anderem der Kopf einer der Statuen abgerissen. Unmittelbar nach der Schlacht um Stalingrad wurde der Brunnen notdürftig repariert und die Figuren der Kinder wurden weiß gestrichen. So existiert ein von dem bekannten Kriegsfotografen Robert Capa 1947 aufgenommenes Bild des Brunnens mit reinweißen Kindern, aber dunklen Fröschen und dunklem Krokodil.
Bei der Neugestaltung des Stadtzentrums im Jahre 1951 wurde der Brunnen entfernt. An seine Stelle trat zunächst ein Blumenbeet, das später asphaltiert und in einen Parkplatz verwandelt wurde. Auch die Brunnen in den anderen Städten wurden nach und nach abgebaut.
Die Initiative, den Brunnen zu rekonstruieren, geht auf Alexander Saldostanow zurück, den Gründer und Vorsitzenden des Motorradclubs Nachtwölfe und Vertrauten des russischen Präsidenten Wladimir Putin. Mit der Anfertigung der Kopie wurde Alexander Burganow beauftragt, ein Schüler des 1974 verstorbenen Künstlers Iodko, dem die Gestaltung des Brunnens zugeschrieben wird. Der neue Brunnen wurde allerdings nicht exakt an der alten Stelle errichtet, sondern etwas näher am Bahnhofsgebäude. An der Einweihung am 23. August 2013, dem 71. Jahrestag des Luftangriffs, nahmen neben Saldostanow und Putin auch Veteranen des Deutsch-Sowjetischen Krieges teil. Weniger als einen Monat nach der Einweihung musste der Brunnen bereits saniert werden, da sich auf den Figuren Rostspuren zeigten.
Eine weitere, verkleinerte Version des Brunnens wurde neben der Ruine der Grudinin-Mühle (auch Gerhardt-Mühle) aufgestellt (Position), in unmittelbarer Nähe zum Panorama-Museum und dem Pawlow-Haus. Dieses Exemplar wird in einem Zustand des Verfalls dargestellt, ähnlich wie er auf den berühmten Fotos aus Kriegszeiten zu sehen ist.

## Beschreibung

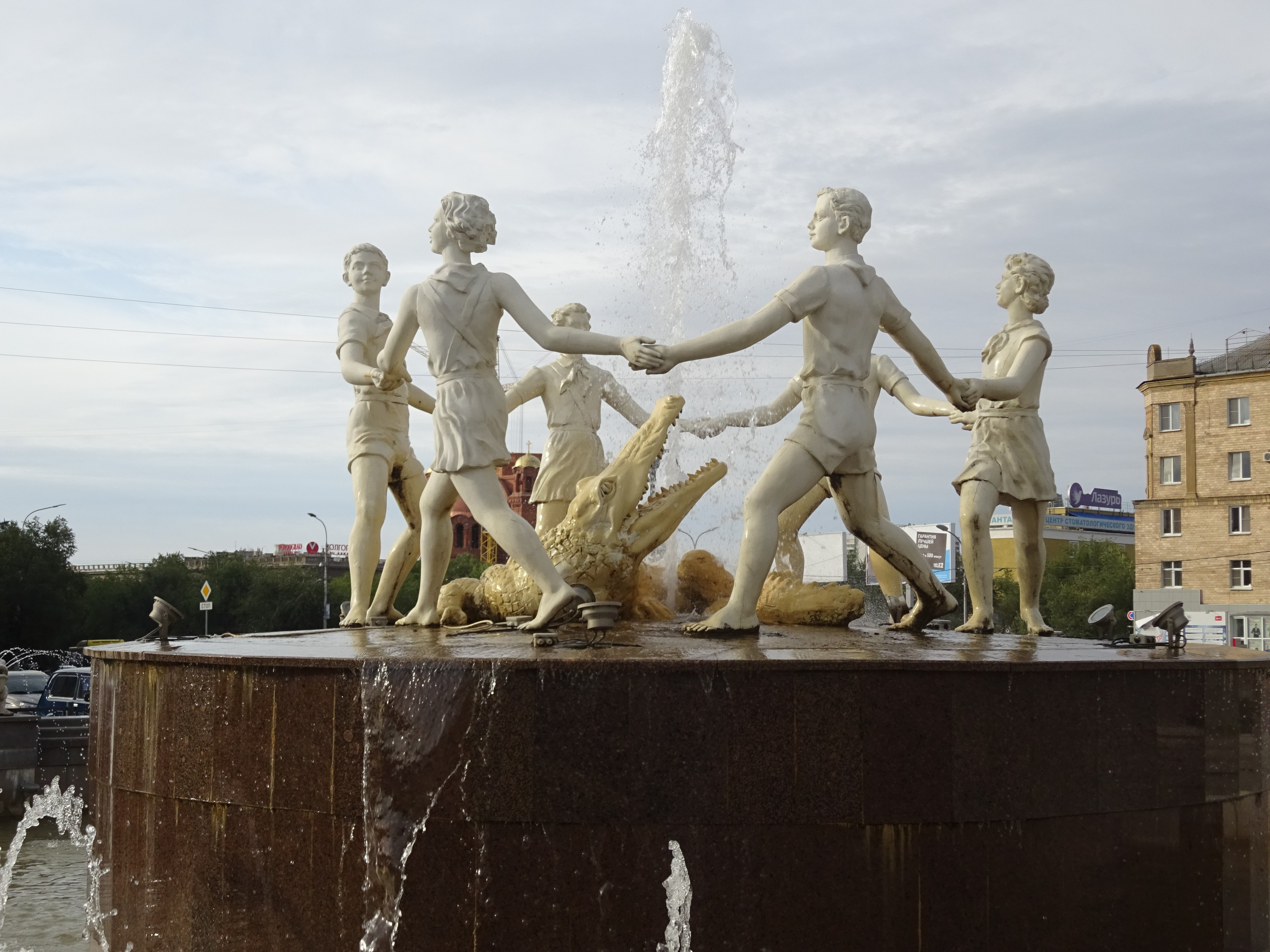
Tanzende Kinder mit Krokodil

Im Mittelpunkt des Brunnens tanzen sechs Kinder (drei Jungen und drei Mädchen) auf einem runden, erhöhten Sockel um ein Krokodil Ringelreihen. Auf dem Rand der kreisförmigen Brunneneinfassung sitzen acht Frösche, die Wasser in das Wasserbecken speien. In der Mitte des Brunnens steigt zusätzlich Wasser aus einer Fontäne in die Höhe.
Während beim originalen Brunnen die Figuren aus Beton bestanden und jedes Jahr mit Kalk weiß getüncht wurden, sind sie bei der Nachbildung vor dem Bahnhof aus weißem Kunststoff gefertigt. Die Kinder wurden etwas älter dargestellt und die Figuren daher von 160 auf 180 cm vergrößert, und auch der Sockel ist 20 cm höher als beim Original. Alexander Burganow begründete dies damit, dass der ursprüngliche Brunnen zur Verschönerung von Kinderspielplätzen und ähnlichen Orten gedient habe, sich der neue aber in der veränderten Form besser in das architektonische Ensemble vor dem Bahnhof einfüge. Der neue Brunnen sei damit keine exakte Kopie, sondern ein „Denkmal für den Vorkriegsbrunnen“. Sockel und Brunnenrand sind jetzt mit rotem Granit verkleidet. Ursprünglich plante Burganow die Figuren zu vergolden, aber dem stimmte Saldostanow nicht zu, weil auch die Figuren des alten Brunnens weiß gewesen seien. Die Gesamtkosten des Brunnens, einschließlich der Neugestaltung der Umgebung, werden auf etwa 20 Millionen Rubel (ca. 445.000 Euro) geschätzt.
Die Nachbildung neben der Grudinin-Mühle besteht dagegen aus (teilweise unverputztem) Ziegelmauerwerk und Beton. Die Oberfläche weist absichtlich „Beschädigungen“ auf, um an den Zustand des Originalbrunnens während der Schlacht um Stalingrad zu erinnern. Die Frösche fehlen. Auch ein Wasseranschluss ist nicht vorhanden, so dass es kein Brunnen im eigentlichen Sinn mehr ist.

## Bildergalerie

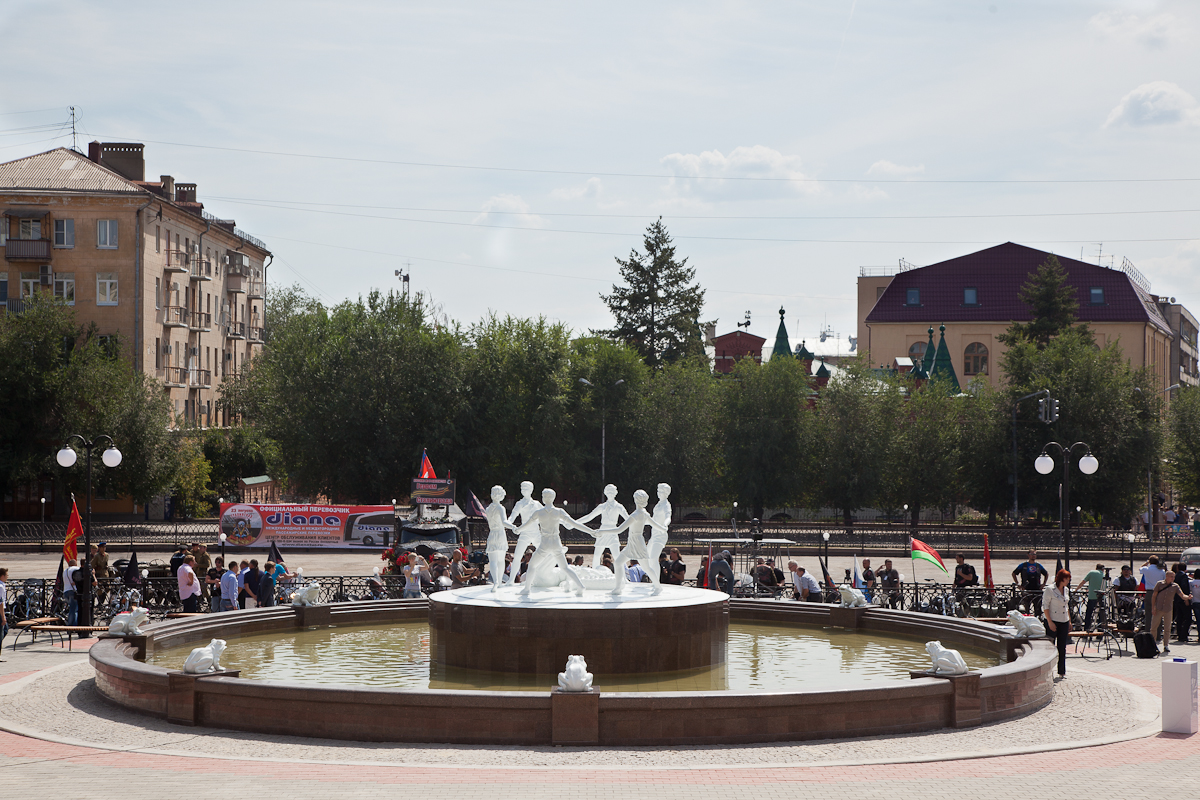
Der neue Brunnen am Tag der Einweihung
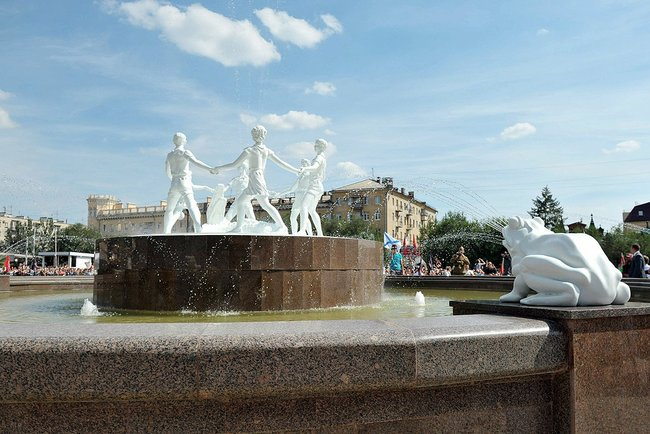
Nahaufnahme des Brunnenrandes mit Frosch
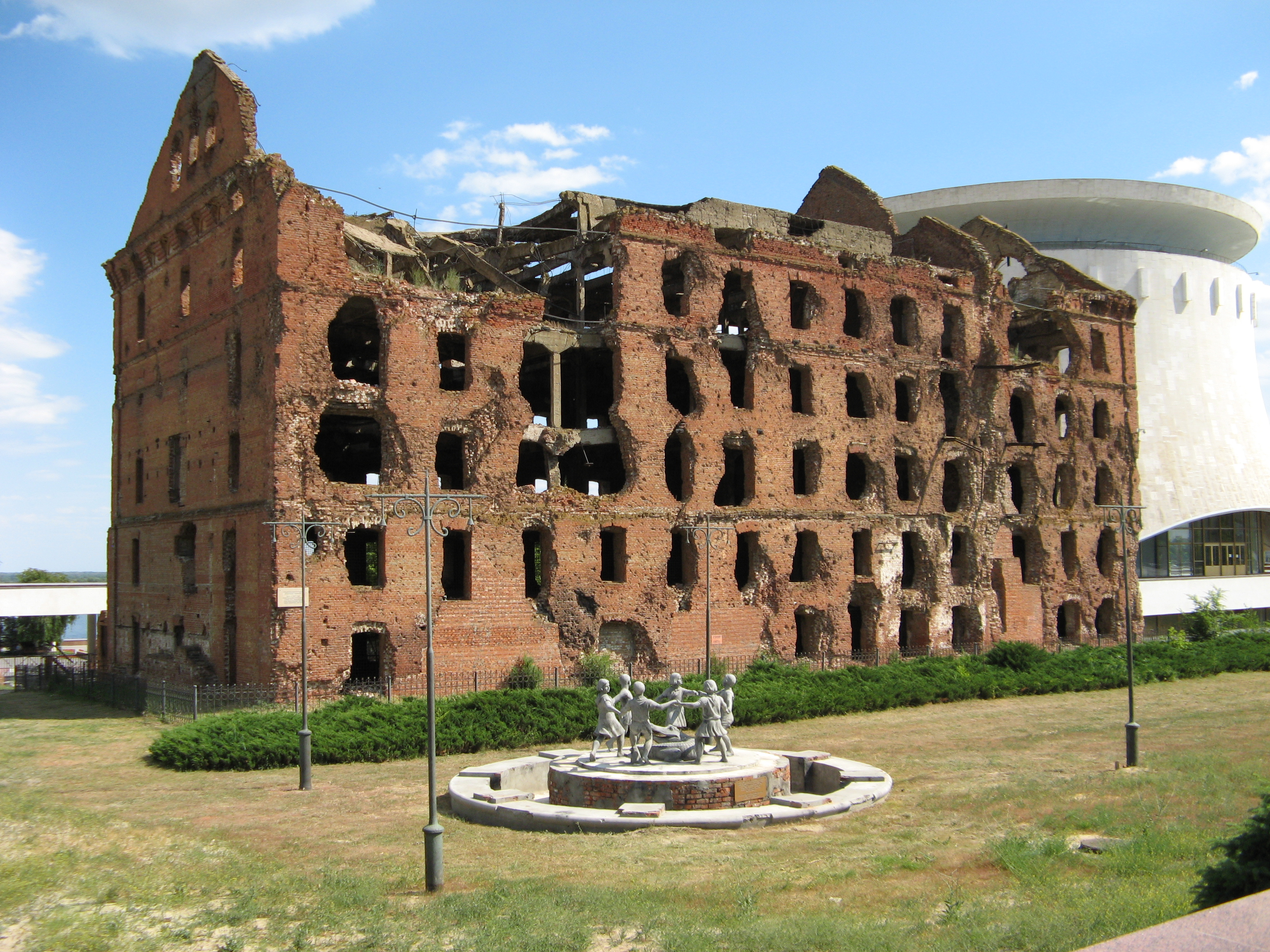
Die zweite Nachbildung vor der Grudinin-Mühle, im Hintergrund das Panorama-Museum
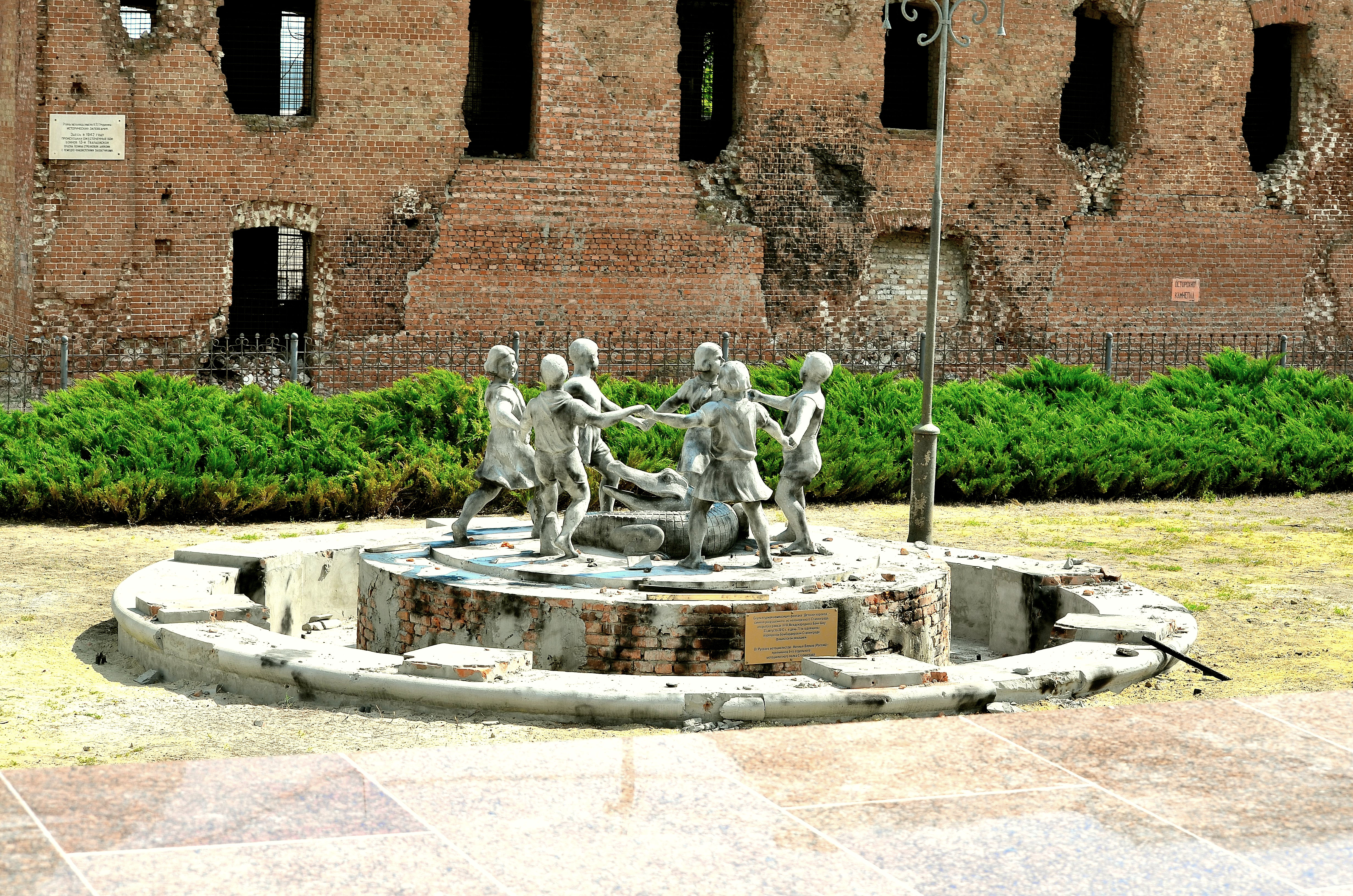
Nahaufnahme des Brunnens bei der Mühle
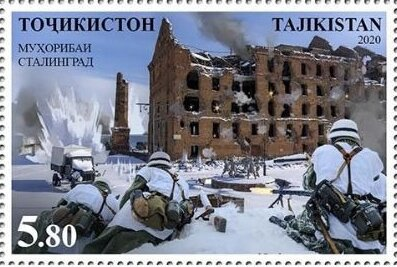
Darstellung des Brunnens auf einer tadschikischen Briefmarke von 2020
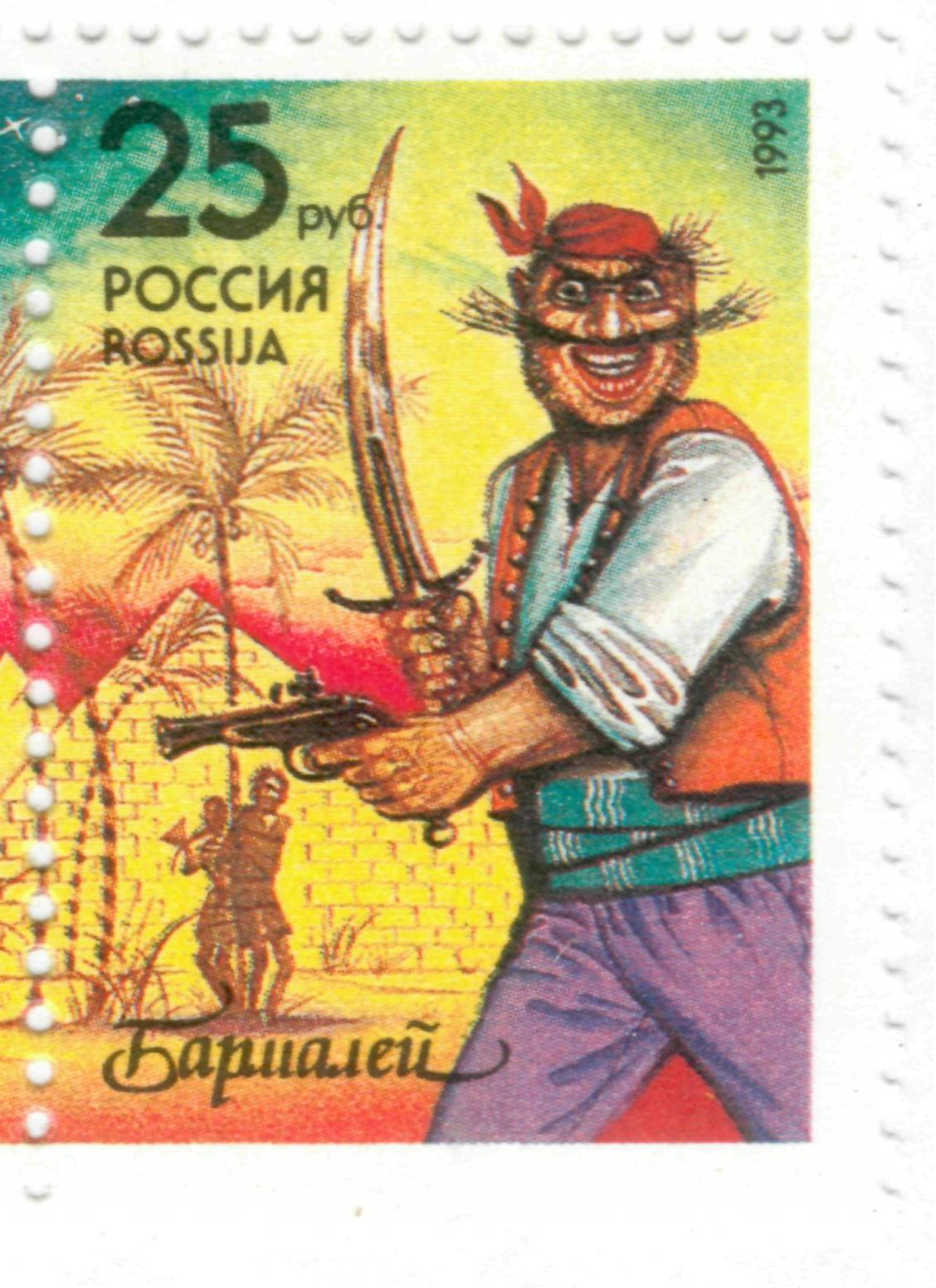
Der Räuber Barmalei auf einer russischen Briefmarke von 1993

## Kulturelle Rezeption
- In einer Szene des Films Duell – Enemy at the Gates dient der Brunnen der Hauptperson, dem Scharfschützen Wassili Saizew (gespielt von Jude Law), als Versteck.
- Auch in dem russischen Spielfilm Stalingrad ist der Brunnen mehrfach zu sehen.
- In Uhrwerk Orange von Stanley Kubrick ist ein kurzer Filmausschnitt enthalten, der den Brunnen vor den brennenden Ruinen von Stalingrad zeigt.
- Anlässlich des 70. Jahrestages der Schlacht um Stalingrad gab die Zentralafrikanische Republik Jewserichins Fotografie des Brunnens als Briefmarke heraus.[9]
- Im Jahr 2020 gab Tadschikistan zwei Briefmarken (Nennwert 5,8 bzw. 7 Somoni) mit der künstlerischen Darstellung einer fiktiven Kampfszene heraus. Im Hintergrund ist die Ruine der Grudinin-Mühle mit der dortigen Nachbildung des Brunnens zu sehen, die im Zweiten Weltkrieg an dieser Stelle aber noch nicht existierte.